# John Roche
John Michael Roche  (ur. 26 września 1949 w Nowym Jorku) – amerykański koszykarz, występujący na pozycji rozgrywającego.
W wieku pięćdziesięciu lat wziął udział w Nowojorskim Maratonie.

## Osiągnięcia
NCAA
- Uczestnik rozgrywek Sweet 16 turnieju NCAA (1971)
- Mistrz:
  - turnieju konferencji Atlantic Coast (ACC – 1971)
  - sezonu regularnego ACC (1970)
- Koszykarz Roku konferencji ACC (1969, 1970)[1]
- MVP turnieju ACC (1971)[2]
- Zaliczony do II składu All-American (1970, 1971)
- Drużyna South Carolina zastrzegła należący do niego numer 11
- 20. najlepszy zawodnik w historii rozgrywek ACC, wybrany podczas obchodów 50. lecia ACC

ABA
- Wicemistrz ABA (1972)
- Zaliczany do I składu debiutantów ABA (1972)[3]

Inne
- Wicemistrz:
  - Europejskiego Pucharu Zdobywców Pucharów (1978)
  - Włoch (1978)